# Tyrannochthonius densedentatus
Tyrannochthonius densedentatus är en spindeldjursart som först beskrevs av Beier 1967.  Tyrannochthonius densedentatus ingår i släktet Tyrannochthonius och familjen käkklokrypare. Inga underarter finns listade i Catalogue of Life.